# Johannes van Vloten
Johannes van Vloten (18. januar 1818 i Kampen – 21. september 1883) var en nederlandsk forfatter. Han var far til Gerlof van Vloten.
van Vloten blev 1854 professor i nederlandsk sprog ved den lærde skole i Deventer, men trak sig siden tilbage til privatlivet og levede fra 1867 i og omkring Haarlem til sin død.
Hans specialitet var hollandsk historie og litteraturhistorie. En særlig side af hans forfattervirksomhed repræsenterer hans bog om Spinoza (1871) og hans udgave af dennes værker (2 bind, Haag 1882).
van Vloten var ivrig spinozist og udgav som sådan et stridsskrift om den reformerte kirke og dens fremtid (1849), hvori han angreb den herskende retning inden for den hollandske teologi.